# Вулиця Ганни Арендт
Вулиця Ганни Арендт — вулиця у Солом'янському районі міста Києва, селище Жуляни. Пролягає від вулиці Сергія Колоса до Променистої вулиці (фактично до вулиці Михайла Дерегуса).
Прилучаються вулиці Місячна (офіційно, фактично ще не доведена), Планетарна, Зоряна (офіційно, фактично ще не доведена), М'ятна, Олександра Богомазова, Виноградна, Василя Седляра, Совська, Помаранчева, Малинова, Березова, Генерала Павленка та Михайла Дерегуса.

## Історія
Вулиця виникла на початку 2010-х років. Спочатку мала проєктну назву вулиця Крейсера «Аврора», під якою була внесена в 2015 році до офіційного довідника «Вулиці міста Києва».
Сучасна назва на честь американської письменниці, політологині Ганни Арендт — з 2019 року.